# Stenia aquirrealis
Stenia aquirrealis là một loài bướm đêm trong họ Crambidae.